# Erich Feldmann

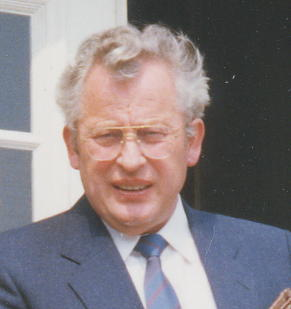
Erich Feldmann

Erich Feldmann (* 9. Mai 1929 in Bamenohl im Sauerland; † 27. Dezember 1998 in Münster) war ein römisch-katholischer Priester, Kirchenhistoriker und Augustinusforscher.

## Leben
Feldmann wurde als zweites von vier Kindern des Bauunternehmers Anton Feldmann und seiner Ehefrau Maria (geb. Scheele) geboren. Von 1935 bis 1940 besuchte er die kath. Volksschule seines Heimatortes Bamenohl und von 1940 bis 1945 die Oberschule für Jungen (heute Rivius-Gymnasium) in Attendorn. Nach einer kriegsbedingten Unterbrechung und einer zweijährigen Lehre als Elektromaschinenbauer besuchte er ab 1947 wieder die Oberschule in Attendorn, die er 1951 mit dem Abitur verließ.
Von 1951 bis 1957 studierte er Katholische Theologie in Paderborn mit Aufenthalt in München, wo er zusätzlich Geschichte studierte. Die 1955 in Paderborn prämierte Preisarbeit über Die hermeneutischen Grundsätze des hl. Augustinus in seinen Schriften „De doctrina christiana“, „Confessiones und de Genesi ad literam“ zeigt, dass er sich schon früh für Augustinus interessierte.
Nach der Priesterweihe am 5. Juni 1957 im Hohen Dom zu Paderborn durch Erzbischof Lorenz Jaeger feierte er am 10. Juni 1957 seine Primiz in der Heimatpfarrei St. Joseph Bamenohl. Daran schloss sich ein zweijähriges Vikariat in der Pfarrei St. Georg, Paderborn, an. Ab 1960 war er am Neusprachlichen Gymnasium Hamm als Religionslehrer tätig. Daneben setzte er sein Studium in Münster und Köln fort, wo er 1962 in Katholischer Theologie und Geschichte das Staatsexamen ablegte.
Mit Abordnung an die Katholisch-Theologische Fakultät der Westfälischen Wilhelms-Universität Münster nahm er im April 1966 eine breite Lehrtätigkeit zunächst im Rahmen der Lehrerausbildung auf. Am Lehrstuhl für Alte Kirchengeschichte, Christliche Archäologie und Patristik verfasste er bei Bernhard Kötting seine Dissertation Der Einfluss des Hortensius und des Manichäismus auf das Denken des jungen Augustinus von 373. Am 13. Februar 1976 wurde er zum Dr. theol. promoviert. Zwischenzeitlich hatte ihn 1975 ein Archivstudium für ein Jahr nach Rom geführt.
Am 4. Februar 1982 habilitierte er sich in Münster mit einer Arbeit über den ersten Clemensbrief.
Bis zu seiner Emeritierung 1990 in der dortigen katholisch-theologischen Fakultät lehrte er als Professor für Alte Kirchengeschichte mit dem Schwerpunkt des lateinischen Westens. Feldmann galt als glänzender Redner, der seine wissenschaftlichen Einsichten auch didaktisch gut vermitteln konnte. Neben seiner universitären Tätigkeit engagierte sich Feldmann weiter als Seelsorger, hielt zahlreiche Vorträge und war Mitautor vieler Festschriften.
Er starb am 27. Dezember 1998 in Münster und wurde am 31. Dezember des gleichen Jahres auf dem katholischen Friedhof Bamenohl beerdigt. Zu den Exequien hielt Cornelius Mayer OSA, Hauptherausgeber des Augustinus-Lexikons, die Predigt.
Feldmann war zeit seines Lebens sehr eng mit seinem Heimatort Bamenohl verbunden. Sein Nachlass enthielt ein umfangreiches Archiv zur Heimatgeschichte, das sich nun als Depositum im Archiv der Gemeinde Finnentrop befindet. Die Gemeinde Finnentrop benannte eine Straße im Ortskern von Bamenohl nach ihm.

## Forschung
Im Mittelpunkt der Forschungen Feldmanns stand Augustinus von Hippo. Insbesondere befasste er sich mit dem intellektuellen Werdegang des jungen Augustinus. Er machte einsichtig, warum sich der Student Augustinus nach der Lektüre des Dialogs Hortensius, einer Werbeschrift Ciceros für die Philosophie, gerade den Manichäern zuwandte. Indem er den Argumentationsgang der nur noch fragmentarisch überlieferten Schrift Ciceros rekonstruierte und die Verkündigung des nordafrikanischen Manichäismus aufarbeitete, konnte Feldmann zeigen, dass Augustinus im Manichäismus die Verbindung von christlichem Denken, in dem er es als Kind aufgewachsen war, und philosophischem Erkenntnisideal zu finden hoffte und sich deshalb mit voller Überzeugung dieser christlich-gnostischen Religion anschloss.
Feldmann verdeutlichte auch den anschließenden Prozess der (Wieder-)Annäherung Augustins an die katholische Kirche bis hin zur „Bekehrung“ und Taufe in Mailand. Diese Erkenntnisse basieren wesentlich auf einer intensiven Auseinandersetzung mit Augustins Confessiones („Bekenntnisse“).
Feldmann wandte sich gegen die verbreitete Einordnung der Confessiones unter die autobiographische Literatur. Stattdessen deutete er sie als einen christlichen Protreptikos. In ihnen reflektiert Augustinus im Gespräch mit Gott sein bisheriges Leben, bestimmt seinen gegenwärtigen Zustand und legt in der Interpretation der Schöpfungserzählungen Rechenschaft über die bisher erreichte Gotteserkenntnis ab. Damit will Augustinus den Leser ebenfalls zu diesem Gott führen. So leistete Feldmann einen wichtigen Beitrag zur Lösung der Frage nach der Gattung der Confessiones und zum Verständnis ihrer Einheit.
Er gehörte 1976 zu den Initiatoren des Augustinus-Lexikons, war einer der Mitherausgeber und verfasste mehrere Artikel, darunter auch den umfangreichen Artikel „Confessiones“.

## Vorträge
Feldmann hielt zahlreiche Vorträge und beteiligte sich an internationalen Kongressen, so z. B.:
- 1983 Oxford, 9. International Conference on Patristic Studies
- 1986 Rom, Congresso Internationale su S. Agostino nel XVI centenario della conversione
- 1987 Gießen, Internationales Symposion über den Stand der Augustinus-Forschung
- 1991 Leuven, II. Internationales Symposium zum Manichäismus („The Manichaean NOYI“)
- 1993 Hongkong, Kongress zum Manichäismus
- 1997 Berlin, IV. Internationaler Kongress zum Manichäismus („Studia Manichaica“)